# Durch die Bibel
Durch die Bibel (englisch Thru the Bible) ist ein Bibelstudien-Radioprogramm, das seit 1967 die Zuhörer in jeweils 30-minütigen Sendungen in einer Vers-zu-Vers-Besprechung durch alle 66 Bücher der Bibel führt. Die Idee zu diesem Projekt, das in ca. fünf Jahren das gesamte Alte und Neue Testament behandelt, erläutert und kommentiert, hatte der US-amerikanische Pastor John Vernon McGee (1904–1988), der damit Menschen auf der ganzen Erde zu einem grundlegenden Verständnis der Aussagen der Heiligen Schrift verhelfen wollte. Die Sendereihe mit dem Wahlspruch „The whole Word for the whole World“ (deutsch „Das ganze Wort (Gottes) für die ganze Welt“) wird inzwischen weltweit in über 100 Sprachen von Hunderten von Radiosendern ausgestrahlt und wird auch über das Internet verbreitet.

## Geschichte
J. Vernon McGee diente nach dem Abschluss seiner theologischen Studien zunächst an verschiedenen presbyterianischen Kirchen, bevor er 1949 Pastor an der überkonfessionellen, evangelikalen Church of the Open Door in Los Angeles wurde, wo er auch eine tägliche Radiosendung High Noon Bible Class hatte.
1967 begann McGee mit dem Thru the Bible Radio Network Programm, das die Radiohörer zunächst in 2½, später dann in 5 Jahren durch den gesamten Text und damit alle biblischen Erzählungen der 66 Bücher der Bibel führte, was McGee selbst als „Bible bus trip“ (deutsch „Busreise durch die Bibel“) bezeichnete. Seit dem Tod von McGee im Jahre 1988 wird das Programm von dem von ihm gegründeten Thru the Bible Radio Network mit Sitz in Pasadena (Kalifornien) weitergeführt, das sich allein aus freiwilligen Spenden der Zuhörerschaft finanziert.
Gegenwärtig wird die Sendereihe allein in den USA und Kanada von über 800 Radiostationen täglich ausgestrahlt.

## Besonderheiten der Sendereihe
- Die einzelnen Bibelbücher werden im Radio-Programm nicht in der Reihenfolge des biblischen Kanons behandelt. Im Allgemeinen folgt auf ein Buch des Alten Testaments eines des Neuen Testaments und umgekehrt.
- Jedes Bibelbuch wird ausführlich – ähnlich wie in einem Bibellexikon – eingeführt, bevor die jeweilige Vers-zu-Vers-Besprechung folgt. Die Beschränkung auf Lesung und Auslegung von durchschnittlich 4–10 Bibelversen pro Sendung erlaubt eine tiefgründige Erläuterung und Kommentierung des jeweils behandelten Stoffes mit vielen Querverweisen auf parallele Bibelstellen in anderen Kapiteln desselben oder eines anderen Bibelbuches.
- Sind alle Bücher der Bibel behandelt worden, fängt die Sendereihe wieder von vorne an. Auf diese Weise können interessierte Zuhörer jederzeit in das Studium der Bibel einsteigen.
- Die kommentierten Bibelverse zitierte J. Vernon McGee für sein Thru the Bible Programm jeweils aus der King James Version (KJV). Die deutsche Übersetzung der Sendereihe verwendet die Lutherbibel in der Ausgabe von 1984.

## Verbreitung im deutschen Sprachraum
Im deutschen Sprachraum strahlte von 1996 bis 2011 der Evangeliums-Rundfunk (heute ERF Medien) die von J. Vernon McGee entwickelte Sendereihe dreimal unter dem Namen Durch die Bibel aus. Sie führte in jeweils fünf Jahren einmal durch die ganze Bibel. Deutscher Übersetzer, Kommentator und Sprecher war Pastor Hugo Danker. Danker, der von 1987 bis 1998 die Abteilung Weltmission des ERF leitete, gestaltete die Reihe auch im Ruhestand weiter.
Durch die Bibel war zu hören auf ERF Radio (heute ERF Plus) von Montag bis Freitag um 22 Uhr sowie als Wiederholung am nächsten Vormittag um 10.00 Uhr. Wie das übrige Programm des ERF war die Sendung auch per Livestream im Internet sowie per Telefon verfügbar. Seit Ende April 2010 konnte aufgrund der großen Nachfrage die jeweilige Sendung von Montag bis Freitag unabhängig von der Sendezeit über eine ERF-Service-Telefonnummer angehört werden. Jeweils am Dienstag von 20.30 Uhr bis 21.00 Uhr bestand von Mai bis Dezember 2011 die Möglichkeit, mit Pastor Hugo Danker in einer Telefonkonferenz über die Sendungen zu sprechen.
Von 1996 bis 2006 haben sich nach Angaben des ERF rund 100.000 Hörer aufgrund der Sendereihe beim Sender gemeldet. Monatlich gingen etwa 250 Reaktionen ein. Über 140 Hauskreise und Bibelstunden würden regelmäßig mit dem Bibelstudienmaterial arbeiten.
Nachfolgeprogramm bei ERF plus war die Sendung „Neues Leben. Die Hörbibel“, die seit Januar 2012 zu denselben Zeiten gesendet wurde. Die Bibellesung wurde dabei aber nicht kommentiert und erläutert.
Im Februar 2012 kündigte der ERF an, man wolle aufgrund zahlreicher Hörerwünsche neue Folgen der Sendereihe produzieren und diese unter dem Titel „Das Wort“ „bis spätestens Frühjahr 2013“ wieder ins Programm nehmen. Vom 1. April 2013 an stehen neue Folgen der Reihe wieder unter dem ursprünglichen Titel „Durch die Bibel“ und zu den alten Sendezeiten auf dem Programm von ERF Plus. Moderator ist der Theologe und Radioredakteur Kai-Uwe Woytschak. Begleitend wurde ein Podcast eingerichtet, auch die Manuskripte sind im Internet abrufbar; über Telefon ist die jeweils aktuelle Sendung von Montag bis Freitag über die Nummer 064412081611 zu hören.
Seit 2016 gibt es neue Sendezeiten auf ERF Plus, Montag bis Freitag um 11 Uhr, sowie als Wiederholung um 21 Uhr, und im Nachtprogramm um 01 Uhr und um 05 Uhr.
Außerdem ist dieses Programm täglich auf Radio HCJB Deutsch (SW-Radio Segenswelle) um 07:30 Uhr, um 11 Uhr, und um 22:30 Uhr zu hören.
Seit 2003 sendet das Bible Broadcasting Network mit Unterbrechungen in seinem Programm BBN-Deutsch die Sendung Durch die Bibel. Sie ist von Montag bis Freitag um 02 Uhr, 09:30 Uhr und um 16 Uhr über Radio, Internet-Livestream und Telefon zu hören.

## Materialien
Über die Homepage von Thru the Bible kann man das gesamte 5-Jahres-Programm in englischer Sprache als MP3-Dateien kostenfrei herunterladen. Außerdem werden zu jedem Bibelbuch Zusatzmaterialien (Notes & Outlines) als PDF angeboten. Auch der Bezug auf Audio-CD und in gedruckter Form ist möglich.
Für das Bibelprogramm Online-Bibel ist seit 2006 zur ERF-Sendereihe Durch die Bibel ein Kommentar-Modul mit dem vollständigen Text der Sendungen in deutscher Sprache für alle Bibelbücher kostenfrei verfügbar. Alle Manuskripte zur Sendereihe sind auch auf CD-ROM sowie eine Auswahl der von Hugo Danker übersetzten und gesprochenen Sendungen auf MP3-CDs erhältlich.
Ausgewählte Bücher der ERF-Sendereihe Durch die Bibel gab es bis 2011 auf der ebenfalls vom ERF betriebenen Website www.mehrglauben.de auch als kostenlosen Online-Workshop, unter anderem das Buch der Sprichwörter, der 1. Brief des Petrus und die Offenbarung des Johannes.

## Zitate
- Als Bibellehrer habe ich früher den Studenten immer wieder gesagt, dass es zwei Arten gibt, wie man die Bibel studieren kann. Die eine geschieht mit dem Fernrohr und die andere mit dem Mikroskop. Zuerst müssen wir sie mit dem Fernglas betrachten, und danach studieren wir sie mit dem Mikroskop. (J. Vernon McGee in der Einleitung zum 1. Buch Mose von Durch die Bibel)